# Charles-Henri-Louis d'Arsac de Ternay

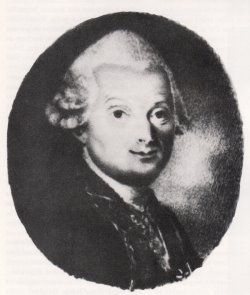
Charles-Henri-Louis d'Arsac de Ternay

Charles-Henri-Louis d'Arsac, caballero de Ternay (nacido en Angers el 27 de enero de 1723 y muerto en Newport (hoy Estados Unidos de América), el 19 de diciembre de 1780, fue un marino militar francés.

## Biografía
Desde los 14 años fue paje del Gran Maestre de la Orden de Malta. Pasó toda su vida en la marina, escalando los grados hasta llegar a ser Capitán de navío en 1761. Ese año tomó en Brest el comando del Robuste et dirigió -salvándola de su difícil situación- la flota francesa que se encontraba encerrada estaba en la boca del río Vilaine.

## Guerra de los Siete Años
En 1762, el ministro Choiseul lo nombra responsable de una expedición que debe devastar las costas de Terranova. Comanda así una flota de 5 navíos con 750 tripulantes. Ternay cumple esta misión durante el verano, sirviéndose de la ciudad de Saint-Jean como base de operaciones. La cumple acabadamente, destruyendo sistemáticamente todos los establecimientos de pesca del enemigo y capturando o hundiendo centenas de buques. 
Pero como consecuencia de la derrota de las tropas de infantería francesa en la batalla de Signal Hill,y ante una flota británica muy superior, toma la decisión de dejar Terranova y dirigirse a Europa con sus navíos. 
Desde 1764 a 1769, comanda diversos buques. En 1771, es designado gobernador de las isla de Francia (luego Isla Mauricio, hoy República de Mauricio) y la isla de Bourbon (hoy Isla de la Reunión). 
Luego de muchos éxitos en todos los mares del mundo, fue nombrado Almirante de la flota de Luis XVI.

## Laguerra de Independencia de Estados Unidos
Durante la misma, desde abril de 1780, comandó una flota integrada por una escuadra de 13 navíos de guerra (más de 5.000 marinos) encargados de escoltar a 35 buques que transportaban a los 6.000 hombres del cuerpo expedicionario a las órdenes del conde de Rochambeau enviadas por Francia al Nuevo Mundo para ayudar a los colonos americanos en su lucha contra los ingleses. 

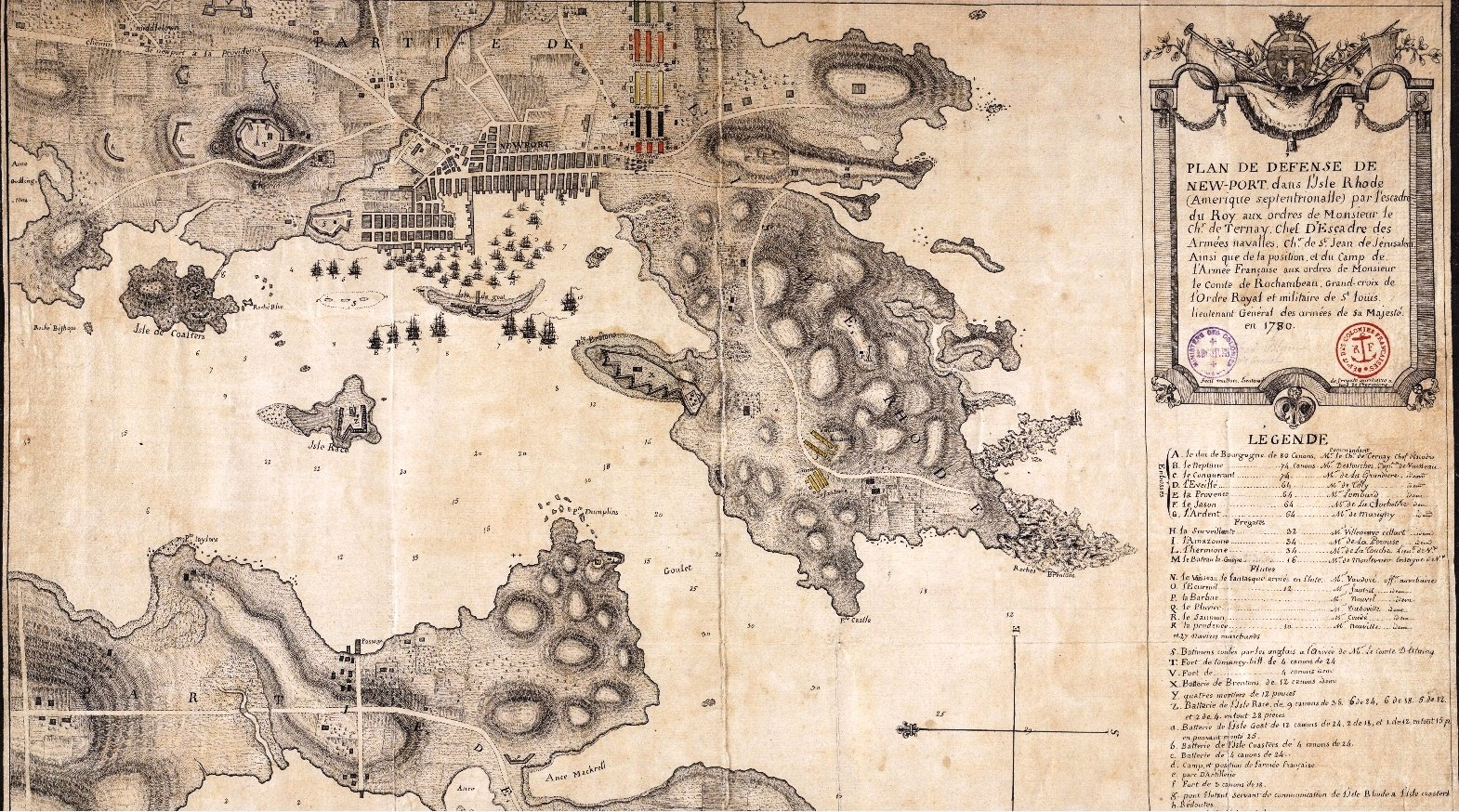
Plano de la posición de las tropas de Rochambeau y de los navíos de Ternay frente a Newport en 1780

Una vez llegados al continente, a Newport, y desembarcadas las tropas, participó -como comandante de las fuerzas navales francesas- del primer encuentro de Washington con sus nuevos aliados, en septiembre de 1780, en Hartford (Connecticut). Más adelante, poco pudo hacer, con sólo ocho navíos de línea, dos fragatas y ocho galeras ligeras, frente a una flota británica que contaba con trece navíos de línea más que la suya y que no tuvo ningún inconveniente en establecer un bloqueo.
Es en Newport, en Rhode Island, que falleció, víctima de la llamada fiebre pútrida, en diciembre de 1780. Fue reemplazado por el capitán de navío Destouches (promovido poco tiempo después al grado de almirante), en espera de la llegada del conde de Barras en mayo de 1781.

## La Pérouse
Fue el caballero de Ternay quien formó profesionalmente a La Pérouse, llegando a ser su tutor y amigo. Juntos, llevaron a cabo todas las misiones que les fueron confiadas y navegaron todos los mares del mundo. Al enterarse de la muerte del caballero de Ternay, Lapérouse dirá que lo ámaba como a un padre y en recuerdo de su amistad fue que bautizó con el nombre de "bahía de Ternay" un abrigo marítimo que observó en la costa de Manchuria, 700 km al norte del emplazamiento que luego tendría Vladivostok. En el año 2009, la ciudad rusa de Terney, creada con ese nombre en 1908, o sea alrededor de 120 años después del paso de La Pérouse, testimonia de la importancia que las poblaciones locales dieron a esos marinos franceses. Les han erigido dos monumentos: uno en la ciudad y otro, más pequeño pero más emotivo, en la bahía visitada en 1787.

## La tumba de Ternay
(En francés)
"El caballero d’Arsac de Ternay
Yace bajo este mármol Charles Louis d'Arsac de Ternay, Caballero non profex de la Orden de San Juan de Jerusalem, miembro de una noble y antigua Casa de Bretaña. Jefe de Escuadra de los Ejércitos navales de su Majestad muy Cristiana. Ciudadano Soldado. Oficial General, ha servido bien a su Rey y a su Patria durante cuarenta y dos años. Luego de la jornada fatal de Croisic, habiendo sido los buques del Rey dispersados en los peligrosos e impracticables estrechos del Vilaine, animado de una feliz audacia y por un trabajo infatigable durante los años 1760 y 1761, en presencia misma del enemigo que se oponía a sus esfuerzos, arrancó los buques de los peligros del río y los restituyó al puerto al que estaban destinados. En 1762 se apoderó de la Isla de Terranova en América. En 1772, nombrado Gobernador de las Islas de Francia y de Bourbon se entregó por entero durante siete años al beneficio de Francia y a la felicidad de los Colonos que estaban confiados a sus cuidados. Enviado en 1780 por el Rey muy Cristiano en socorro de los Estados Unidos que combatían por su libertad, tomó el puesto de Rhode Island; mientras se preparaba para nuevas tentativas, sucumbió en Newport a una muerte que costó muchas lágrimas y tristezas a los oficiales de sus buques, a los Estados Unidos, a los hombres virtuosos y a sus parientes, el 19 de diciembre del mismo año, contando 58 años. El Rey muy Cristiano, Juez y remunerador muy equitativo de la Virtud, para consagrar a la posteridad la memoria de un General tan respetable, ha ordenado que se elevara este monumento. M.DCCLXXXIII"